# Sé (Bragança)
Sé é um bairro da cidade portuguesa e do Município de Bragança que foi sede da extinta Freguesia da Sé, freguesia que tinha 10,72 km² de área e 17 913 habitantes (2011), e, por isso, uma densidade populacional de 1671 hab./km².
A Freguesia da Sé foi extinta em 2013, no âmbito de uma reforma administrativa nacional, tendo sido agregada às freguesias de Santa Maria e Meixedo, para formar uma nova freguesia denominada União das Freguesias de Sé, Santa Maria e Meixedo da qual é a sede.

## População
| População da freguesia de Bragança (Sé) (1864 – 2011) | População da freguesia de Bragança (Sé) (1864 – 2011) | População da freguesia de Bragança (Sé) (1864 – 2011) | População da freguesia de Bragança (Sé) (1864 – 2011) | População da freguesia de Bragança (Sé) (1864 – 2011) | População da freguesia de Bragança (Sé) (1864 – 2011) | População da freguesia de Bragança (Sé) (1864 – 2011) | População da freguesia de Bragança (Sé) (1864 – 2011) | População da freguesia de Bragança (Sé) (1864 – 2011) | População da freguesia de Bragança (Sé) (1864 – 2011) | População da freguesia de Bragança (Sé) (1864 – 2011) | População da freguesia de Bragança (Sé) (1864 – 2011) | População da freguesia de Bragança (Sé) (1864 – 2011) | População da freguesia de Bragança (Sé) (1864 – 2011) | População da freguesia de Bragança (Sé) (1864 – 2011) |
| ----------------------------------------------------- | ----------------------------------------------------- | ----------------------------------------------------- | ----------------------------------------------------- | ----------------------------------------------------- | ----------------------------------------------------- | ----------------------------------------------------- | ----------------------------------------------------- | ----------------------------------------------------- | ----------------------------------------------------- | ----------------------------------------------------- | ----------------------------------------------------- | ----------------------------------------------------- | ----------------------------------------------------- | ----------------------------------------------------- |
| 1864                                                  | 1878                                                  | 1890                                                  | 1900                                                  | 1911                                                  | 1920                                                  | 1930                                                  | 1940                                                  | 1950                                                  | 1960                                                  | 1970                                                  | 1981                                                  | 1991                                                  | 2001                                                  | 2011                                                  |
| 2 236                                                 | 2 654                                                 | 2 728                                                 | 2 568                                                 | 2 947                                                 | 2 683                                                 | 3 023                                                 | 3 270                                                 | 4 441                                                 | 4 754                                                 | 5 891                                                 | 10 455                                                | 12 840                                                | 16 593                                                | 17 913                                                |

## Património
- Castelo de Bragança
- Pelourinho de Bragança
- Antigos Paços Municipais de Bragança ou Domus Municipalis
- Hospital Regional de Bragança e Centro de Saúde Mental
- Sé Velha ou Igreja Paroquial de São João Baptista ou Igreja da Sé ou Igreja dos Jesuítas